# Placodidus planissimus
Placodidus planissimus är en skalbaggsart som beskrevs av Gilbert John Arrow 1926. Placodidus planissimus ingår i släktet Placodidus och familjen Cetoniidae. Inga underarter finns listade i Catalogue of Life.